# 天主教黑龙江教区
天主教黑龍江教區是中國天主教愛國會在黑龍江省屬下的一個教區，未獲得聖座承認。黑龍江教區由黑龍江省內的齊齊哈爾宗座監牧區、佳木斯監牧區、哈爾濱宗座署理區和俄羅斯禮哈爾濱宗座代牧區合併而成。

## 概況
教座位於黑龍江省哈爾濱市市中心南崗區東大直街211號的耶穌聖心主教座堂。現任主教為獲教宗赦免，经自選自聖产生的岳福生。

## 歷史
1949年10月1日，中國共產黨在中國大陸地區建立中華人民共和國，並開始針對天主教進行宗教迫害及打壓，教會已經無法正常功能。
1959年7月4日，由中國政府控制的組織中國天主教友愛國會未經聖座准許，擅自將黑龍江省境內的哈爾濱宗座署理區、俄羅斯禮哈爾濱宗座代牧區、齊齊哈爾宗座監牧區、佳木斯宗座監牧區和部分的吉林教區及延吉教區合併成為哈爾濱教區。
同月14日，愛國會未經教宗准許，自選自聖王瑞寰為哈爾濱教區主教。1966年至1979年文化大革命期間，宗座監牧區的所有宗教活動停止。1980年代初，宗座監牧繼續步恢復宗教活動。
1983年，愛國會擅自成立的哈爾濱教區更名為黑龍江教區。同時，愛國會再次擅自自選自聖劉煥波為黑龍江教區正權主教。
1999年，在愛國會推行和政府強迫下，黑龍江教區未獲教宗准許，選出岳福生神父為黑龍江教區主教候選人。2012年5月，召開的黑龍江教區會議上通過選舉確認。同年7月6日，岳福生未有得到時任教宗本篤十六世准許，自選自聖成為黑龍江教區主教。但是，教區內有7位神父拒絕參與非法主教祝聖禮，事後因而被統戰部和宗教局強迫放假反省3個月及勒令離開堂區。聖座亦於同月10日宣布根據《天主教法典》1382條，岳神父自接受祝聖起已處於自科絕罰。
2015年8月6日，黑龍江教區非法主教岳福生在東大直街耶穌聖心主教座堂祝聖張新、曲明偉和范文剛三位神父。
2018年9月22日中梵就主教任命權達成協議，時任方濟各教宗赦免七名非法自選自聖的主教，而岳福生是其中之一。

## 歷任主教
- 王瑞寰（1959年7月14日-1992年）：1959年自選自聖，未獲教宗認可，
- 劉煥波（1990年8月26日-1997年1月19日）：1993年自選自聖[12]
- 岳福生（2012年7月6日-現任）：2012年自選自聖，2018年教宗認可。[13]